# Christian Bertram (Regisseur)

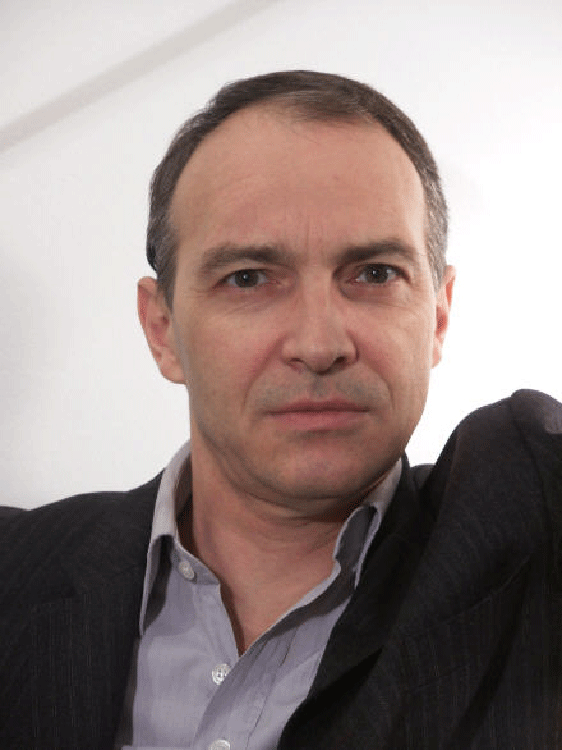
Christian Bertram (2005)

Christian Bertram (* 7. Mai 1952 in Berlin) ist ein deutscher Regisseur, Galerist, Autor und Veranstalter von Kunst- und Kulturprojekten.

## Leben
Bertram wuchs in Berlin auf und studierte nach dem Abitur Germanistik, Theaterwissenschaften und Geschichte an der Freien Universität Berlin. 1979 schloss er dort das Studium mit einer der ersten wissenschaftlichen Arbeiten über den Dramatiker Heiner Müller ab.

### Anfänge
Schon während Schulzeit und Studium war Bertram künstlerisch tätig. 1976 debütierte er mit seiner ersten Inszenierung von Bertolt Brechts Der Brotladen im damals neuen Künstlerhaus Bethanien in Berlin-Kreuzberg. In den folgenden Jahren realisierte er weitere Theaterproduktionen in Anlehnung an die Spieltraditionen der italienischen Commedia dell’arte oder an das biomechanische Bewegungstheater des russischen Theaterpioniers Meyerhold für die Berliner Festwochen (Der herrliche Hahnrei, Comédie Molière 1977).
Gemeinsam mit Wolfgang Storch führte er Regie bei der Aufführung von Weltuntergang in Berlin von Lothar Trolle. Diese Szenen zum Kriegsende von 1945 wurden im Bahngelände des Berliner Gleisdreiecks von Kindern und Jugendlichen 1979 gespielt und 1980 als Kleines Fernsehspiel verfilmt.

### Uraufführungen von Beckett, Celan, Corneille und Robert Walser
1981/82 entwickelte Bertram als Work in progress die Doppelproduktion von Samuel Becketts Mercier und Camier und Ohio Impromptu. Beide Inszenierungen wurden für das Theatertreffen Berlin 1982 zu den zehn bemerkenswertesten Theaterarbeiten im deutschsprachigen Raum ausgewählt und erlebten mit den Schauspielern Otto Sander und Peter Fitz über 20 Jahre hinweg zahlreiche Gastspiele im In- und Ausland.
1992 zeigte er in einer Neuübersetzung die deutsche Erstaufführung der Tragödie Medea des französischen Dramatikers Pierre Corneille, u. a. am Schlosstheater Potsdam. 1999/2000 arbeitete er mit dem Autor Rolf Hochhuth bei dessen Inszenierung von Wessis in Weimar am Schlosspark-Theater Berlin zusammen. 2001 erfolgte die Uraufführung eines szenischen Projektes um den Dichter Paul Celan: ZIW, jenes Licht. Schauplatz der Stimmen, Gedächtnis der Zukunft. 2002 realisierte Bertram eine mehrmonatige Veranstaltungsreihe mit Texten der Aufklärung für die große Prinz Heinrich-Ausstellung in Schloss und Theater Rheinsberg der Stiftung Preußische Schlösser und Gärten.
Mit einem deutsch-schweizerischen Ensemble inszenierte er 2005 mikrogramme - das kleine welttheater mit Szenen und Texten des Dichters Robert Walser. Die Uraufführung in Berlin, u. a. gefördert vom Hauptstadtkulturfonds Berlin und der Kulturstiftung ProHelvetia, wurde in der Schweiz beim Dritten Herisauer Robert Walser-Sommer 2006 und beim Robert Walser-Festival im Hoftheater Kopenhagen gezeigt.

### Veranstaltungsreihe „Medium Taut“
In den Jahren 2008 bis 2010 realisierte Bertram zusammen mit der Dramaturgin Simone Bernet die Programmreihe Medium Taut zur Eröffnung des von dem Architekten Max Dudler wieder aufgebauten Aulagebäudes von Max Taut in Berlin-Lichtenberg. Die multifunktionale Veranstaltungsstätte, ein Denkmal der klassischen Moderne, begriffen sie als medialen Resonanzraum und entwickelten dort im Wechsel von Theater, Performances, Thementagen und dem Kultursalon Lichtenbergs Zwölf über zwei Jahre neue Formen der Kunstvermittlung. Insgesamt wurden 40 spartenübergreifende Veranstaltungen durchgeführt. In der Taut-Aula inszenierte Bertram die Uraufführungen Pierre Klossowski - Lebendes Geld (2008) und Clarel - American Palestine. Eine Reise im Heiligen Land von Herman Melville (2009/2010) nach der Erstübersetzung des Versepos von Rainer G. Schmidt.

### Hörfunk- und Fernsehinszenierungen
In weiteren Arbeiten beschäftigte sich Bertram experimentell mit den Medien Film, Fernsehen und Radio. Mercier und Camier wurde unter seiner Regie 1982 im Studio für das Fernsehen aufgezeichnet. Für den WDR drehte er 1983 ein Porträt der polnischen Schauspielerin Krystyna Janda. Für den Rundfunk inszenierte er eine Reihe so genannter Radio Works, Inszenierungen, die u. a. anspruchsvolle Texte aus der Lyrikproduktion des letzten Jahrhunderts im Hörfunk präsentierten. 2018 erfolgten die Ursendungen einer Auswahl aus den Cantos, dem Hauptwerk des amerikanischen Dichters und Avantgardisten Ezra Pound als Hörstück in einer Produktion des Hessischen Rundfunks mit dem Deutschlandfunk Kultur.

### Galerietätigkeit
Seit März 2016 führt er zusammen mit Simone Bernet die Galerie Bernet Bertram für zeitgenössische und moderne Kunst in Berlin-Charlottenburg, wo er Ausstellungen mit Werken von Künstlerinnen und Künstlern wie Rolf Behm, Pierre Klossowski, Mathias Wild, Marcello Mercado, Jürgen Holtz, Hubertus Reichert, Ursula Schumacher, Milana Novcic, Zhao Mengjun, Li Zhi, Nicola Rubinstein, Pico Risto u. a. kuratiert und präsentiert.

### Arbeitsweise
Die Theaterarbeiten Christian Bertrams sind zumeist Ur- oder Erstaufführungen auf der Basis eigener Textfassungen, denen eine ausgeprägte Präzision in der Wahl der Stilmittel gemeinsam ist. Sie zeichnen sich durch hohe formgebende Qualität und Werktreue aus. Für seine Inszenierungen formiert er speziell ausgerichtete Ensembles, wobei er mit zahlreichen namhaften Schauspielerinnen und Schauspielern, Künstlern und Musikern zusammenarbeitet. Oft sind Bertrams Arbeiten begleitet von Vorträgen und Publikationen zu kunstphilosophischen Fragen oder eigenen Lesungen und Performance-Veranstaltungen, wie z. B. bei Ausstellungen der Wiener Sezession (Pierre Klossowski: Die Legende vom Baphomet) und der Kunsthalle Wien (Torture – eine barocke Lektüre der Welt). Er ist ausgewiesener Kenner des Werkes des Künstlers, Schriftstellers und Philosophen Pierre Klossowski, mit dem er befreundet war. 1980 gründete Bertram mit Henriette Beese (†) den gemeinnützigen Verein Mahagonny - Theater Kunst Kulturarbeit Berlin. 

## Theaterinszenierungen (Auswahl)
UA = Uraufführung; DEA = Deutsche Erstaufführung
- 1976: Der Brotladen. Fragmente – Versuche von Bertolt Brecht. West-Berliner Erstaufführung. Theater Zentrifuge im Künstlerhaus Bethanien, der Schaubühne am Halleschen Ufer. Zahlreiche Gastspiele im In- und Ausland
- 1977: Die Landnahme von Christian Bertram (UA). Ein Spiel im Stil der Commedia dell Arte. Zan Pollo Theater Berlin im Künstlerhaus Bethanien, Berlin
- 1977: Der herrliche Hahnrei von Fernand Crommelynck. Zan-Pollo-Theater Berlin im Auftrag der Berliner Festwochen in der Hochschule der Künste Berlin, der Akademie der Künste und der Schaubühne am Halleschen Tor
- 1979: Weltuntergang in Berlin von Lothar Trolle (UA). Szenen zum Kriegsende 1945, gespielt von Schülern im Gleisdreieck, Berlin. Co-Regie mit Wolfgang Storch
- 1981: Mercier und Camier. Bericht einer Reise von Samuel Beckett (UA) an der Freien Volksbühne Berlin im Rahmen des Theatertreffens Berlin
- 1982: Ohio Impromtu (DEA) von Samuel Beckett an der Schaubühne am Lehniner Platz[9]
- 1992: Medea von Pierre Corneille (DEA). Deutsch von Christian Bertram und Francois Pescatore in der Kulturbrauerei Berlin, dem Kunsthaus Tacheles und am Schlosstheater Potsdam, Sanssouci
- 1995: Michel Foucault – Theatrum Philosophicum (UA). Spiel.Art Festival Aktionsforum Praterinsel, München
- 2000/2010: Paul Celan – Ziw, jenes Licht. Schauplatz der Stimmen, Gedächtnis der Zukunft (UA). Staatsbank Berlin, Neue Nationalgalerie Berlin u. a.
- 2002: Prinz Heinrich – Ein Leben. Stationen - Bilder - Texte (UA) von Christian Bertram im Schlosstheater Rheinsberg
- 2005: robert walser mikrogramme das kleine welttheater (UA) in der Probebühne Cuvrystrasse Berlin mit Gastspielen in der Schweiz und Dänemark
- 2008: Pierre Klossowski – Lebendes Geld (UA) in der Max-Taut-Aula, Berlin
- 2009/2010: Clarel – American Palestine | Reise im Heiligen Land (UA) von Herman Melville in der Max-Taut-Aula, Berlin

## Filmografie
P = Produktion; R = Regie; D = Drehbuch
- 1980: Weltuntergang in Berlin – Szenen zum Kriegsende von Lothar Trolle. Kleines Fernsehspiel ZDF (R, D zusammen mit Wolfgang Storch)
- 1982: Mercier und Camier von Samuel Beckett. Studioaufzeichnung der Theateraufführung, Sender Freies Berlin (R, D)
- 1983: Krystyna Janda – Ein Star aus Polen, WDR (P,R,D)

## Radioinszenierungen
US = Ursendung; R = Regie; A = Auswahl; B = Bearbeitung
- 1983: Fairy Tales – Märchen von E.E. Cummings, SFB (US,R,A,B)
- 1984: Der Mann im Flur von Marguerite Duras, SFB (US,R,B)
- 1985: Durch den Panamakanal von Malcolm Lowry, SFB (US,R,A,B)
- 1986: Haute Surveillance – Unter Aufsicht von Jean Genet, SFB, 68 Min. Zweitsendung 9. März 2016, HR (US,R,B)
- 1986: Diktat – Fünf Duineser Elegien von Rainer Maria Rilke, SFB (US,R, A,B)
- 1987: Zerstört – Die Hochzeit der Herodias / Ein Würfelwurf von Stéphane Mallarmé, SFB (US,R,A,B)
- 1990: Das Abenteuerliche Herz von Ernst Jünger, SFB (US, R, A, B)
- 1992: Worstward Ho – Aufs Schlimmste zu von Samuel Beckett, SFB (US,R)
- 2018: Cantos von Ezra Pound, Hessischer Rundfunk mit Deutschlandfunk Kultur (US,R,A,B)[10][11][12][13]

## Inszenierte Lesungen und Performances (Auswahl)
R = Regie; A = Auswahl; B = Bearbeitung
- 1993: Paul Celan - In Eins. Berliner Ensemble, Foyer. (R,A,B)
- 1995: Pierre Klossowski - Die Legende vom Baphomet bei der Ausstellung Anima, Wiener Secession.(R,A,B)
- 1995: Samuel Beckett - Stirrings Still (Immer noch nicht mehr) | Mirlitonnades (Flötentöne). Galerie Springer, Berlin. (R,A,B)
- 1999: Voyage by Heart - Reference to Herman Melville. Mit Robert Rutman. Juliettes Literatursalon, Berlin. (R,A,B)
- 1999: Francis Ponge - Elektrizität. Beim Kongress des Merve Verlags „Mehr Licht“ in Saarbrücken.
- 2001: Samuel Beckett - Schlecht gesehen schlecht gesagt (mal vu mal dit). Mit Barbara Stanek, Berlin.(R,B)
- 2001: Torture. Eine barocke Lektüre der Welt. Veranstaltungsreihe zur Ausstellung Eine barocke Party. Augenblicke des Welttheaters in der Zeitgenössischen Kunst, Kunsthalle Wien.(R,A,B)
- 2005: Robert Walser - Der Spaziergang. Mit Lena Stolze, Probebühne Cuvrystraße, Berlin.
- 2008: Architekturmanifeste der 20er Jahre | Bertolt Brecht - Aus dem Fatzer Fragment. Mit Reinmar Henschke (Klavier), Veranstaltungsreihe „Medium Taut“, Berlin.(A,B)
- 2008: Pierre Klossowski - Der unsterbliche Knabe (L'Adolescent immortel). „Medium Taut“, Berlin.(R,A,B)
- 2016: Ezra Pound - Aus den Cantos. Mit Friedhelm Ptok. Galerie Bernet Bertram, Berlin.(R,A,B)
- 2016: Ezra Pound - Aus den Pisaner Cantos. Mit Friedhelm Ptok. Galerie Bernet Bertram, Berlin.(R,A,B)
- 2019: The Honorable Hermann Melville. Musik/Text-Performance zum 200. Geburtstag des amerikanischen Autors. Mit Robert Rutman, Friedhelm Ptok. Galerie Bernet Bertram, Berlin.(R,A,B)
- 2021, März bis Juni: Dante Alighieri - Aus der Commedia. Zum 700. Todestag des Dichters am 14.09.2021. Mit Christopher Nell, Friedhelm Ptok, Patrick Güldenberg, Arnim Beutel, Katharina Holtz. Auswahl, Bearbeitung, Regie: Christian Bertram, Kamera: Peter Badel, Musik: Reinmar Henschke. Galerie Bernet Bertram, Berlin mit Christian Bertram Filmproduktion.
- 2022: Samuel Beckett - Dante und der Hummer. Mit Beate Maria Schulz. Galerie Bernet Bertram, Berlin. (A,B)
- 2023: Heute Abend, Roberte - Aus den Gesetzen der Gastfreundschaft. Mit Friedhelm Ptok. Galerie Bernet Bertram, Berlin.(R,A,B)
- 2023: Li Bai - Dichter der Tang. Mit Friedhelm Ptok, Jessica Tietsche. Galerie Bernet Bertram, Berlin.(R,A,B)
- 2024: Henry James, The Figure in the Carpet - Das Muster im Teppich. Mit Friedhelm Ptok, Anne Rathsfeld. Galerie Bernet Bertram, Berlin.(R,A,B)

## Übersetzungen
- Medea (Médée - tragédie, 1635), aus dem Französischen von Pierre Corneille
- Der unsterbliche Knabe (L'Adolescent immortel), aus dem Französischen von Pierre Klossowski

## Publikationen und Vorträge (Auswahl)
- Painted Paradise. Über die Malerei des chinesischen Künstler Zhao Mengjun. In: celesQue, Lifestyle-Magazin, NOBLE one, Berlin (Hrsg.), 2019
- Les coffres en marche - Zu neueren Arbeiten Rolf Behms. Einführungstext im Katalog Rolf Behm - Die Koffer, Galerie Bernet Bertram, Berlin (Hrsg.), 2016
- Max Taut und das Neue Bauen. Führung und Vortrag in der Max-Taut-Schule und der Taut-Aula in Berlin-Lichtenberg, im Auftrag des Museums Lichtenberg, 3. Dezember 2015
- Logizität des Pathos. Gesten des Selbstentwurfs bei Friedrich Nietzsche. In: Simone Bernet (Hrsg.): Kant Nietzsche gewidmet. Eine virtuelle Begegnung. Kulturverlag Kadmos, Berlin 2009, ISBN 978-3-86599-007-5.
- Pierre Klossowski – Zeichen der Huldigung und des Begehrens. Vortrag am Museum Ludwig. Köln 2007.
- Die Stille des Blicks. In: Udo Gößwald, Folke Hanfeld (Hrsg.): Lichtung. Die fotografische Sammlung des Museums Neukölln. ISBN 978-3-9809348-1-7.
- Meister der Metamorphosen. Vortrag im Fridericianum Kassel zur Ausstellung 50 Jahre / Years documenta 1955–2005. 2005.
- Zum Beispiel Bartleby - Herman Melville, Das Leiden denken. In: Heinze, Kupke, Kurth (Hrsg.): Das Maß des Leidens. Verlag Königshausen & Neumann, Würzburg 2003, ISBN 3-8260-2400-1.
- Brückenlinien. Nanaé Suzuki und Folke Hanfeld im Haus am Lützowplatz, Berlin, August 2001.Presseinformation von Christian Bertram
- L’Effet c’est moi - Strahlende Helden, erhabene Verbrecher. Figuren des Barock in Pierre Corneilles Theater der Illusion; Katalogbeitrag zur Ausstellung Eine barocke Party - Augenblicke des Welttheaters in der zeitgenössischen Kunst. Kunsthalle Wien, 2001, ISBN 3-85247-030-7.
- Im Reich der Farben. In: Bignia Corradini, Arbeiten 1996–2000. G+H Verlag, Berlin 2000, ISBN 3-931768-51-1. www.bigniacorradini.ch
- Die Wiederkehr des Bildes – Pierre Klossowski, Theologe, Magier, Alchimist. In: Pierre Klossowski - Anima. Katalogbeitrag zur Ausstellung der Wiener Secession, Stroemfeld Basel / Frankfurt am Main 1995, ISBN 3-87877-510-5.
- Kamera in Aufsicht. Über den Film Der Riese von Michael Klier. In: Filmkritik. 9/1983.
- Machine Morte oder der entfesselte Wahnsinn. Zu Heiner Müllers Stück Die Hamletmaschine. In: spectaculum. 33, Suhrkamp Verlag, Frankfurt am Main 1980, ISBN 3-518-09104-2.
- Im Auftrag ohne Auftrag. Über Heiner Müllers Theaterstück Der Auftrag, Erinnerung an eine Revolution. In: Theater heute. 3/1980.

## Auszeichnung
Einladung zum Theatertreffen Berlin 1982 mit den Aufführungen von Samuel Becketts Mercier und Camier und Ohio Impromptu